# Royal Captain (Schiff)
Die Royal Captain war ein Schiff der Britischen Ostindien-Kompanie. Es sank am 17. Dezember 1773 im Südchinesischen Meer vor der Küste der Philippinen. Der Dreimaster hatte eine Gesamtlänge von 143 Fuß (43,6 Meter), eine Breite von 36 Fuß (11 Meter) und  war mit 20 9-Pfund und 6 4-Pfund Kanonen ausgestattet.

## Geschichte
Die Royal Captain  lief am 11. Oktober 1772 vom Stapel und trat am 16. Dezember 1772 ihre erste Reise nach China an.
Mit Tee und über 100.000 Stücken Porzellan beladen war die Royal Captain auf ihrem Weg von Kanton zur Insel Balambangan, wo Alexander Dalrymple im Auftrag der Britischen Ostindien-Kompanie in der ersten Hälfte des 18. Jahrhunderts einen Freihafen errichtet hatte. In der Nacht vom 17. Dezember 1773 lief sie auf ein Riff und musste, nach einigen erfolglosen Versuchen sie zu befreien, evakuiert werden. Von den 106 Menschen an Bord starben drei Matrosen, weil sie sich weigerten, das Schiff zu verlassen.
Kapitän Edward Berrow und seiner Mannschaft gelang es, einige wertvolle Stücke von Bord zu retten, darunter auch das Logbuch. Ein Großteil der Ladung versank jedoch zusammen mit dem Schiff im  Meer.
1999 wurde das Wrack von der Far Eastern Foundation for Nautical Archaeology (FEFNA) unter Leitung des französischen Unterwasserarchäologen Franck Goddio in Zusammenarbeit mit dem philippinischen Nationalmuseum auf Position 9° 2′ 8,2″ N, 116° 38′ 10,2″ O in 350 Meter Tiefe entdeckt. Für die Ausgrabungsarbeiten wurden zwei Tauchboote eingesetzt, um die versunkenen Artefakte bergen zu können (darunter auch die Schiffsglocke, die bis auf eine Tiefe von 470 Metern abgesunken war). Funde vom Wrack sind heute im Nationalmuseum der Philippinen in Manila ausgestellt.

## Dokumentar Film
- Der Schatz der Royal Captain, Discovery Channel